# 門馬綱一
門馬 綱一（もんま こういち、1980年3月20日 - ）は、日本の鉱物学者。専門は鉱物学、結晶学。国立科学博物館地学研究部鉱物科学研究グループ研究主幹。

## 経歴
東京都出身。2004年東北大学理学部卒業、2006年同大学大学院理学研究科博士前期課程修了。2009年同博士後期課程修了（博士理学）。同年、物質材料研究機構研究員。2011年国立科学博物館研究員。2015年度第43回櫻井賞受賞。
中学生時代は、堀秀道が設立したホリミネラロジー（旧・鉱物科学研究所）に通いながら、堀の著作した『楽しい鉱物図鑑』（草思社、1992年発行）を愛読。

## 著作・監修
- 『小学館の図鑑NEO 岩石・鉱物・化石』（小学館、旧版2012年・新版2022年）
- 『KOBUTSU BOOK 飾って、眺めて、知って。鉱物のあるインテリア』（監修、ビー・エヌ・エヌ新社、2013年）
- 『鉱物の博物学 地球をつくる鉱物たち』（松原聰、宮脇律郎、門馬綱一・共同著者、秀和システム、第1版は2016年、第2版が2021年。）
- 『ナチュラリスト シーボルト 日本の多様な自然を世界に伝えたパイオニア』（ウッズプレス、2016年）
- 『大迫力バトル鉱物キャラ超図鑑』（門馬綱一・監修、西東社、2017年）
- 『愛蔵版楽しい鉱物図鑑』（堀秀道・著作、門馬綱一・監修、草思社、2019年）
- 『起源がわかる宝石大全』（諏訪恭一、門馬綱一、西本昌司、宮脇律郎、ナツメ社、2022年）
- 『美しいインクルージョンの鉱物図鑑』（atelier Ruchi・著者、門馬綱一・監修、エクスナレッジ、2022年）

## 番組
- クレイジージャーニー（2023年6月19日・2023年6月26日、初出演作）